# Seladon-Quadrille
Die Seladon-Quadrille ist eine Quadrille von Johann Strauss (Sohn) (op. 48). Sie wurde am 15. Februar 1847 in Dommayers Casino in Wien erstmals aufgeführt.

## Einzelnachweis
1. ↑  Quelle: Englische Version des Booklets (Seite 56) in der 52 CDs umfassenden Gesamtausgabe der Orchesterwerke von Johann Strauß (Sohn), Hrsg. Naxos (Label). Das Werk ist als fünfter Titel auf der 19. CD zu hören.